# 鄭恭 (光緒進士)
鄭恭（?—?），安徽省徽州府黟縣人，清朝政治人物、同進士出身。
光緒十六年（1890年），参加光緒庚寅科殿試，登進士三甲33名。同年五月，著主事，分部学习。